# Таацин-Цагаан-Нур
Таацин-Цагаан-Нур (монг. Таацын Цагаан Нуур, Taatsiin Tsagaan Nuur, кит.: 塔茨查干湖) — велике солоне озеро, розташоване в аймаку Уверхангай на півдні Монголії, у пустелі Гобі. В озеро впаадає річка Таацин-Гол.
Озеро розташоване в сухій, пустельній місцевості. порослій рідкісною рослинністю. Воно є притулком для великої кількості перелітних птахів, зокрема кучерявих пеліканів та орланів-довгохвостів. Тут зустрічаються руді огарі та євразійські галагази.
Озеро Таацин-Цагаан-Нур та сусідні озера Боон-Цагаан-Нур, Адгійн-Цагаан-Нур та Орог-Нур, спільно визнані Рамсарською конвенцією як водно-болотне угіддя міжнародного значення під назвою "Долина Озер". Ці озера є важливим місцем, де зупиняються численні мігруючі качки, кулики та інші водоплавні і коловодні птахи. Вони можуть бути місцями розмноження рідкісних реліктових мартинів (Ichthyaetus relictus).